# てん・むす
てん・むすは、テレビ番組『THE夜もヒッパレ』から誕生した女性アイドルグループである。

## 概要
2000年から2001年にかけて活動した。結成当初は名前がなく、1999年にPRETTY SORRYというグループ名になったが、2000年にてん・むすと正式に決まった。THE夜もヒッパレ内が主な活動場所だったが、2001年2月に『さくらさく』でCDデビュー。
ユニット名の由来は、料理の天むすに掛け、天然娘ということと、"Ten o'clock"（＝THE夜もヒッパレの放送（開始）時間の午後10時）から取ったとされている。

## メンバー
- 松田純
- 有坂来瞳
- 山川恵里佳
- 大谷みつほ
- 酒井彩名

特にメインボーカル等の担当は無い。

## 音楽

### シングル
| #       | 発売日         | 曲順    | タイトル   | 作詞       | 作曲       | 編曲     | 規格品番  |
| 東芝EMI | 東芝EMI        | 東芝EMI | 東芝EMI    | 東芝EMI    | 東芝EMI    | 東芝EMI  | 東芝EMI   |
| ------- | -------------- | ------- | ---------- | ---------- | ---------- | -------- | --------- |
| 1       | 2001年 2月21日 | 01      | さくらさく | 黒須チヒロ | 黒須チヒロ | 松浦晃久 | TOCT-4284 |
| 1       | 2001年 2月21日 | 02      | Graduation | 園田凌士   | 清水信之   | 清水信之 | TOCT-4284 |

| スタブアイコン | サブスタブ | この項目は、まだ閲覧者の調べものの参照としては役立たない、アイドル（グラビアアイドル・ライブアイドル・ネットアイドル・レースクイーン・コスプレイヤーなどを含む）に関連した書きかけの項目です。この項目を加筆・訂正などしてくださる協力者を求めています（P:アイドル/PJ:芸能人）。 |